# Władysław Wyłupek
Władysław Wyłupek ps. Janusz, Ognisty, Warta (ur. 19 czerwca 1917 w Sąsiadce, zm. 30 maja 2013 w Lublinie) – polski działacz ludowy i społeczny, żołnierz, komendant obwodu Zamość i Radzyń Podlaski okręgu Lublin Batalionów Chłopskich, generał brygady.

## Życiorys
Władysław Wyłupek urodził się 19 czerwca 1917. Był członkiem Stronnictwa Ludowego i ZMW „Wici”, w ramach których prowadził aktywną działalność. W 1934 zorganizował w Szczebrzeszynie pochód z okazji Święta Ludowego, za co był sądzony.
Brał udział w kampanii wrześniowej. Po jej zakończeniu włączył się w działalność konspiracyjną. Wstąpił do Służby Zwycięstwu Polski i Związku Walki Zbrojnej. Współorganizował Bataliony Chłopskie na terenie powiatu zamojskiego. We wrześniu 1941 został zastępcą komendanta obwodu Zamość BCh. W sierpniu 1942 został komendantem tego obwodu. Był równocześnie oficerem sztabu Okręgu Lublin tej organizacji. Koordynował organizację akcji odwetowych przeciwko Niemcom w odpowiedzi na akcję wysiedleń ludności polskiej z terenów Zamojszczyzny. Został zdekonspirowany i zagrożony aresztowaniem został 1 maja 1943 przeniesiony na stanowisko komendanta obwodu Radzyń Podlaski. W obwodzie tym utworzył Oddziały Bojowe i Oddziały Specjalne. Ujawnił się w październiku 1944. 
Był wykładowcą na Uniwersytecie Ludowym w Rachaniach. Był członkiem PSL. W 1954 ukończył wyższe studia rolnicze. Pracował w przemyśle cukrowniczym, kierował cukrownią w Klemensowie. Był aktywnym działaczem samorządowym, spółdzielczym i społecznym. Zaangażował się w działalność Solidarności Chłopskiej Ziemi Lubelskiej - której był doradcą (z ramienia Ośrodka Myśli Ludowej) i Rzecznikiem Związku. Działał w Stowarzyszeniu Byłych Żołnierzy Batalionów Chłopskich.
W 2008 został mianowany na stopień generała brygady. Zmarł 30 maja 2013.r

## Ordery i odznaczenia
- Order Virtuti Militari V klasy
- Krzyż Komandorski Orderu Odrodzenia Polski (2009)[3]
- Krzyż Kawalerski Orderu Odrodzenia Polski
- Krzyż Walecznych
- Krzyż Batalionów Chłopskich
- Złoty Krzyż Zasługi z Mieczami
- Złota Odznaka OSP